# 藤岡大拙
藤岡 大拙（ふじおか　だいせつ、1932年6月26日-　）は、地方史学者、島根県立大学短期大学部名誉教授。

## 来歴
島根県簸川郡斐川町（現出雲市）生まれ。1956年京都大学文学部国史学科卒業、1958年同大学院文学研究科修士課程修了。司書。1958年島根県立出雲高等学校教師、1962年島根県立松江高等学校教師、1972年島根県立図書館資料課長、1984年主査。1985年島根女子短期大学助教授、教授、1996年学長。島根県立大学短期大学部名誉教授。
島根県立八雲立つ風土記の丘所長、島根県文化振興財団理事長、NPO法人出雲学研究所理事長、荒神谷博物館館長、松江歴史館館長などを歴任。2022年、地域文化功労者表彰。

## 著書
- 『山中鹿介紀行』山陰中央新報ふるさと文庫 1980
- 『島根地方史論攷』ぎょうせい 1987
- 『塩冶判官高貞』出雲市教育委員会 出雲市民文庫 1988
- 『小説尼子残照』山陰中央新報社 1996
- 『出雲人 出雲学へのいざない』ハーベスト出版 2002
- 『出雲とわず語り』松江今井書店 2005
- 『出雲國神仏霊場巡り 心の旅』出雲学研究所 2006
- 『今、出雲がおもしろい』出雲学研究所 2007
- 『神々と歩く出雲神話』出雲学研究所 2010
- 『出雲学への軌跡 自選歴史著作集』今井書店 2013

### 共著編・監修
- 『山陰の武将』藤沢秀晴共著 山陰中央新報社 1974
- 『続・山陰の武将』藤沢秀晴,日置粂左衛門共著 山陰中央新報社 1975
- 『カラー出雲路の魅力』川本貢功写真 淡交社 1978
- 『郷土史事典島根県』編 昌平社 1981
- 『相国寺史料』全10巻別巻1　相国寺史料編纂委員会編 秋宗康子共校訂 思文閣出版 1984-97
- 『島根県歴史大年表』監修 郷土出版社 2001
- 『楽しい出雲弁だんだん考談』小林忠夫共著 今井書店 2001
- 『別冊太陽　出雲 神々のふるさと』監修 平凡社 2003
- 『出雲・雲南今昔写真帖 保存版』監修 郷土出版社 2004
- 『島根県謎解き散歩』瀧音能之共編著 新人物文庫 2012

## 論文
- Cinii